# フラワー (ポルノグラフィティの曲)
「フラワー」（英語: Flower）は、ポルノグラフィティの楽曲。2018年12月14日にSME Recordsより49作目のシングルとして配信限定リリースされた。

## 概要
前作『Zombies are standing out』から2か月半ぶりのリリース。2作連続の配信限定リリースとなった。
ジャケットはバレエダンサーが舞台上で暗闇の中ダンスをしているデザインで、純白で円盤状に広がったスカートは花びらを連想させるものとなっている。 

## 収録曲
| #         | タイトル     | 作詞      | 作曲      | 編曲                  | 時間 |
| --------- | ------------ | --------- | --------- | --------------------- | ---- |
| 1.        | 「フラワー」 | 新藤晴一  | 岡野昭仁  | 篤志, Porno Graffitti | 5:25 |
| 合計時間: | 合計時間:    | 合計時間: | 合計時間: | 合計時間:             | 5:25 |

## 楽曲解説
1. フラワー
映画『こんな夜更けにバナナかよ 愛しき実話』主題歌[2][3]
  - 映画『こんな夜更けにバナナかよ 愛しき実話』の主題歌として書き下ろしたミドルバラード[2][3][4]。
  - 歌詞には花の持つ凛とした強さ、そして美しさが綴られており[5]、新藤のTwitterでは手書きの仮歌詞が公開されている[6]。
  - MVは実写映像をベースにしてアニメーション映像を作り上げるロトスコープという手法で制作されており、約2600枚のイラストを使用している[7]。監督はカナダ出身のKEVIN BAOが担当[7]。

## Guest Musicians
- Bass, Programming & All Other Instruments: 篤志

## 収録作品
- アルバム
  - 12thアルバム『暁』
- ミュージックビデオ
  - 12thアルバム『暁』
  - ライヴDVD/BD『18thライヴサーキット "暁" Live at NIPPON BUDOKAN 2023[注釈 1]』
- ライヴ映像
  - ライヴDVD/BD『16thライヴサーキット "UNFADED" Live in YOKOHAMA ARENA 2019』
  - ライヴDVD/BD『ポルノグラフィティ20th Anniversary Special Live Box[注釈 2]』